# Seznam rek v Evropi
Naštete so le glavne reke v Evropi.
Najdaljše evropske reke so:
- Volga, ki teče v Kaspijsko jezero;
- Donava in Dneper, ki tečeta v Črno morje;
- Ren in Laba, ki tečeta v Severno morje;
- Visla, ki teče v Baltsko morje;
- Loara in Tajo, ki tečeta v Atlantski ocean;
- Ebro, ki teče v Sredozemsko morje
- Rona, ki teče v Sredozemsko morje;
- Pad, ki teče v Jadransko morje.

V spodnjem seznamu so evropske reke razvrščene v razdelke po tem, v katero morje oz. ocean se iztekajo. Reke, ki se iztekajo v druge reke, pa so razvrščene orografsko.

## Barentsovo morjeinBelo morje(Arktični ocean)
Reke v tem poglavju so razvrščene od vzhoda (Nova Zemlja) proti zahodu (Nordkap).

### Rusija
- Pečora (severovzhodno od mesta Narjan-Mar)
  - Usa (zahodno od mesta Uskinsk)
- Mezen (blizu mesta Mezen)
- Severna Dvina (rusko Severnaja Dvina) (v mestu Severodvinsk)
  - Pinega (v mestu Ust-Pinega)
  - Vaga (blizu mesta Bereznik)
  - Uftjuga (blizu mesta Kotlas)
  - Jug (v mestu Veliki Ustjug)
  - Suhona (v mestu Veliki Ustjug)
- Onega (v mestu Onega)

### Norveška
- Pasvikelva (vzhodni Finnmark pri meji z Rusijo)
- Neidenelva (v Bøkfjorden blizu mesta Kirkenes)
- Tana (v Tanafjord v severovzhodnem Finnmark)
- Lakselva (v mestu Lakselv)

## Atlantski ocean

### Islandija
- Jökulsá á Fjöllum (severna obala)
- Ţhjórsá (južna obala)

### Obala Norveške
Norveška:
- Altaelva (v mestu Alta, Finnmark)
- Reisaelva (v mestu Nordreisa, Troms)
- Mĺlselva (v mestu Malangen, Troms)
- Ranelva (v mestu Rana, Nordland)
- Vefsna (v mestu Mosjøen, Nordland)
- Namsen (v mestu Namsos, Nord-Trøndelag)
- Orkla (pri mestu Orkdal, Sør-Trøndelag)
- Gaula (v mestu Trondheim, Sør-Trøndelag)
- Nidelva (v Trondheimsfjord pri Trondheim, Sør-Trøndelag)
- Rauma (v mestu Åndalsnes, Møre og Romsdal)

### Obala Škotske, Irske, Walesa in Anglije
Severna Irska:
- Bann (v mestu Coleraine)

Irska (vključno z Keltskim morjem):
- Shannon (blizu mesta Limerick)
  - Swilly (v mestu Letterkenny)
  - Suck (blizu mesta Ballinasloe)
  - Brosna
- Barrow (blizu mesta Waterford) - Irska
  - Suir (blizu mesta Waterford)
  - Nore (v mestu New Ross)

Anglija (Bristolski zaliv):
- Severn (blizu mesta Bristol) - Wales, Anglija
  - Wye (blizu mesta Chepstow)
    - Trothy (blizu mesta Monmouth)
    - Monnow (v mestu Monmouth)

  - Avon (v mestu Tewkesbury)

### Obala Francije, Španije in Portugalske
Reke v tem poglavju so razvrščene od severa (Brest) proti jugu (Tarifa).
Francija:
- Aulne (blizu mesta Brest)
- Odet (blizu mesta Quimper)
- Blavet (v mestu Lorient)
- Vilaine (v mestu Pénestinu)
  - Oust (v mestu Redon)
- Loara (francosko Loire) (v mestu Saint-Nazaire) Loara v Orléansu
  - Sèvre Nantaise (v mestu Nantes)
  - Erdre (v mestu Nantes)
  - Maine (blizu mesta Angers)
    - Mayenne (blizu mesta Angers)
    - Sarthe (blizu Angersa)
      - Loir (severno od Angersa)
        - Braye (v mestu Pont-de-Braye)

      - Huisne (v mestu Le Mans)

  - Vienne (v mestu Candes-Saint-Martin)
    - Creuse (severno od mesta Châtelleraulta)
      - Gartempe (v mestu La Roche-Posay)

    - Clain (v mestu Châtellerault)

  - Indre (vzhodno od mesta Candes-Saint-Martin)
  - Cher (v mestu Villandry)
    - Sauldre (v mestu Selles-sur-Cher)
    - Arnon (blizu mesta Vierzon)

  - Beuvron (v mestu Chaumont-sur-Loire)
  - Allier (blizu mesta Nevers)
    - Sioule (blizu mesta Saint-Pourçain-sur-Sioule)
    - Dore (blizu mesta Puy-Guillaume)

  - Besbre (blizu mesta Dompierre-sur-Besbre)
  - Arroux (v Digoin)
- Sèvre Niortaise (severno od La Rochelle)
  - Vendée (v mestu Marans)
- Charente (blizu Rochefort)
- Garona (francosko ''Garonne'' (v estuarij Gironde blizu mesta Bordeaux) Garona v kraju Toulouse 
  - Dordogne (blizu mesta Bordeaux)
    - Isle (v mestu Libourne)
      - Dronne (blizu Libourne)

    - Vézère (blizu mesta Le Bugue)
      - Corrèze (v mestu Brive-la-Gaillarde)

    - Cère (blizu mesta Bretenoux)

  - Lot (blizu mesta Aiguillon)
    - Truyère (v mestu Entraygues-sur-Truyère)

  - Baïse (blizu Aiguillon)
  - Gers (blizu mesta Agen)
  - Tarn (blizu mesta Castelsarassin)
    - Aveyron (blizu mesta Montauban)
      - Viaur (v mestu Laguépie)

    - Agout (v mestu Saint-Sulpice)

  - Gimone (blizu mesta Castelsarassin)
  - Save (v mestu Grenade)
  - Ariège (v mestu Toulouse)
    - Hers-Vif (v mestu Cintegabelle)
- Adour (v mestu Bayonne)
  - Gave de Pau (blizu mesta Peyrehorade)
  - Gave d'Oloron (v mestu Peyrehorade)

Portugalska:
- Douro/Duero (Portugalska, Španija
  - Tâmega (blizu mesta Penafiel)
  - Pisuerga (blizu mesta Valladolid)
- Mondego (v mestu Figueira da Foz)
- Tajo (špansko Tejo, portugalsko Tagus) (blizu mesta Lizbona) - Portugalska, Španija Tajo pri Póvoa, Portugalska 
  - Zęzere (v mestu Constância)
  - Alagón (blizu mesta Alcántara)
  - Jarama (v Aranjuez)
    - Manzanares (blizu mesta Madrid)
- Sado (v mestu Setúbal)

Španija:
- Ebro
- Douro
- Nervión (blizu mesta Bilbao)
- Minho/Mińo (blizu mesta Caminha) - Portugalska, Španija
  - Sil (blizu mesta Ourense)
- Guadiana (blizu mesta Ayamonte) - Španija, Portugalska
  - Záncara (blizumesta Alcázar de San Juan)
- Tinto (v mestu Huelva)
- Guadalquivir (Gvadalkivir; v mestu Sanlúcar de Barrameda) - Španija
- Tajo

## Baltsko morje
Reke v tem poglavju so razvrščene v smeri urinega kazalca, z začetkom pri Helsingborg (južna Švedska).

### Švedska
- Dalälven (mesto Gävle)
- Umeälven (mesto Umeå)
- Luleälven (mesto Luleå)
- Torneälven/Tornionjoki (mesto Tornio) - Švedska, Finska
  - Muonioälven/Muonionjoki (blizu mesta Pajala) - Finska, Švedska
    - Könkamäälven/Könkämäeno (blizu mesta Kaaresuvanto) - Finska, Švedska
    - Lätäseno (blizu mesta Kaaresuvanto) - Finska

  - Lainoälven (blizu mesta Junosuando) - Švedska

### Finska
- Kemijoki (v mestu Kemi)
  - Ounasjoki (v mestu Rovaniemi)
  - Kitinen (blizu mesta Pelkosenniemi)
- Iijoki (v mestu Ii)
- Oulujoki (v mestu Oulu)
- Pyhäjoki (v mestu Kalajoki)
- Kyrönjoki (blizu mesta Vaasa)
- Kokemäenjoki (v mestu Pori)
- Kymijoki (v mestu Kotka in blizu Ruotsinpyhtää)

### Rusija
- Neva (v mestu Sankt Peterburg)
  - Ohta (v mestu Sankt Peterburg)
  - Ižora (v mestu Ust Ižora)
  - Ladoško jezero (v mestu Šlisselburg)
    - Volhov (blizu mesta Volhov)
      - Tigoda (blizu mesta Kiriši)
      - Višera (blizu mesta Novgorod)
      - Ilmensko jezero (v mestu Novgorod)
        - Msta (blizu mesta Novgorod)
          - Mstinsko jezero (blizu mesta Višni Voločok)
            - Cna (blizu mesta Višni Voločok)

        - Pola (blizu mesta Stara Russa)
        - Lovat (blizu mesta Stara Russa)
          - Polist (blizu mesta Stara Russa)
          - Kunya (v mestu Holm)

        - Šelon (blizu mesta Šimsk)

    - Sjas (v mestu Sjasstroj)
    - Svir (blizu mesta Lodejnoe Pole)
      - Paša (blizu mesta Lodejnoe Pole)
      - Ojat (blizu mesta Lodejnoe Pole)
      - Oneško jezero
        - Vodla (blizu mesta Pudož)
        - Vitegra (blizu mesta Vitegra)
- Luga (v mestu Ust-Luga)
  - Oredež (blizu mesta Luga)

### Estonija
- Emajõgi (v mestu Tartu) - Estonija
- Narva (blizu mesta Narva) - Estonija, Rusija
- Pärnu (v mestu Pärnu) - Estonija

### Latvija
- Gauja/Koiva (blizu mesta Riga) - Latvija, Estonija
- Zahodna Dvina/Daugava/Zahodniaja Dzvina/Zapadnaya Dvina (blizu mesta Riga) - Latvija, Belorusija, Rusija
- Lielupe (blizu mesta Jūrmala) - Latvija, Litva
- Venta (v mestu Ventspils) - Latvija, Litva

### Litva
- Nemunas /Nemen/Nioman/Memel (blizu mesta Šilute) - Belorusija, Litva, Rusija
  - Šjašupe/Šešupe (blizu mesta Neman)
  - Neris (v mestu Kaunas)
    - Šventoji (v mestu Jonava)

### Rusija(Kaliningrajska oblast)
- Pregolja (blizu mesta Kaliningrad)
  - Lava/Lyna (v naselju Znamensk) - Kaliningrajska oblast, Poljska
  - Instruč/Inster (v mestu Černjahovsk)
    - Pissa (blizu mesta Černjahovsk)

### Poljska
- Pasleka (blizu mesta Braniewo)
- Nogat (blizu mesta Elbląg)
  - rečni rokav reke Visla (blizu mesta Malbork)
- Visla/Wisla/Vistula (blizu mesta Gdansk) Most čez Vislo v Torunju
  - Vda (v mestu Chelmno)
  - Brda (v mest Bidgošč)
  - Drveca (blizu mesta Torunj)
  - Bzura (v mestu Wyszogród)
  - Narev (v mestu Nowy Dwór Mazowiecki)
    - Vkra (blizu mesta Nowy Dwór Mazowiecki)
    - Bug/Buh (blizu mesta Serock) - Poljska, Ukrajina
    - Biebrza (blizu mesta Wizna)

  - Pilica (blizu mesta Warka)
  - Vieprz (v mestu Deblin)
  - San (blizu mesta Sandomierz)
    - Vislok (v mestu Tryncza)

  - Visloka (v mestu Gawluszowice)
  - Nida (v mestu Nowy Korczyn)
  - Dunajec (v mestu Opatowiec)
- Leba (blizu mesta Leba)
- Slupia (v mestu Ustka)
- Vieprza (v mestu Darlowo)
- Parseta (v mestu Kolobrzeg)
- Rega (blizu mesta Trzebiatów)
- Dzivna (v mestu Dziwnow)
  - rečni rokav reke Odra via Ščečinski zaliv/Zalew Szczeciński/Oderhaff
- Odra/Oder (glavni rokav reke Swina, v mestu Swinoujscie) - Nemčija, Poljska, ČeškaOdra pozimi med krajema Frankfurt na Odri in Słubice, Poljska 
  - Ina/Ihna (blizu mesta Ščečin)
  - Varta (v mestu Kostrzyn)
    - Notec (v mestu Santok)
      - Drava (v mestu Krzyz)

    - Obra (v mestu Skwierzyna)
    - Prosna (blizu mesta Pyzdry)

  - Lužiška Nisa/Nysa Łuźycka/Lusatian Neisse/Lausitzer Neiβe/Luzicka nisa (v mestu Kosarzyn) - Češka, Nemčija, Poljska
  - Bóbr (v mestu Krosno Odrzanskie)
  - Barycz (blizu mesta Glogów)
  - Klodska Nisa/Nysa Kłodzka (blizu mesta Brzeg)
  - Mala Panev (blizu mesta Opole)
  - Opava (v mestu Ostrava)

### Nemčija
- Peene (v mestu Peenemünde)
  - Tollense (v mestu Demmin)
  - rečni rokav reke Odre pri Ščečinskem zalivu/Oderhaff/Zalew Szczeciński
- Recknitz (v mestu Ribnitz-Damgarten)
- Warnow (v mestu Warnemünde)
- Trave (v mestu Lübeck-Travemünde)

## Črno morje
Reke v tem poglavju so razvrščene od zahoda (Istanbul) proti vzhodu (Soči).

### Romunija
- Donava/Donau/Dunaj/Danubi/Duna/Dunav/Dunăre/Dunay/Danubio/Danuvius/Tuna (v mestu Sulina) - Nemčija, Avstrija, Slovaška, Madžarska, Hrvaška, Srbija, Romunija, Bolgarija, Ukrajina Donava pri mestu Ulm
  - Prut (blizu mesta Reni)
    - Bahlui (blizu mesta Iași)

  - Siret (v mestu Galați)
    - Buzău (blizu mesta Galați)
    - Bârlad (v mestu Liești)
    - Bistrița (blizu mesta Bacău)
    - Moldova (blizu mesta Roman)
    - Suceava (v mestu Liteni)

  - Ialomița (blizu mesta Hârșova)
    - Prahova (blizu mesta Adâncata)

  - Argeș (v mestu Oltenița)
    - Dâmbovița (v mestu Budești)

  - Vedea (blizu mesta Giurgiu)
  - Yantra/Jantra (blizu mesta Svištov)
  - Osam (blizu mesta Nikopol)
  - Olt (blizu mesta Turnu Măgurele)
    - Cibin (v mestu Tălmaciu)

  - Vit (blizu mesta Gulyantsi)
  - Iskar (blizu mesta Corabia)
  - Jiu (blizu mesta Orjahovo)
    - Motru (blizu mesta Filiași)

  - Nera (blizu mesta Bela Crkva)
  - Caras (blizu Bele Crkve)

#### Srbija
- Donava
  - Velika Morava (blizu mesta Smederevo)
    - Južna Morava (blizu mesta Kruševac)
    - Zahodna Morava (blizu Kruševca)
      - Ibar (v mestu Kraljevo)

  - Tamiš/Timiș/Temes (v mestu Pančevo)

#### Slovenija,Hrvaška,Srbija
- Donava
  - Sava (v mestu Beograd)
    - Bosut (blizu mesta Ravnje)
    - Drina (blizu mesta Bijeljina)
      - Tara
      - Piva

    - Bosna (v mestu Bosanski Šamac)
    - Vrbas (v mestu Srbac)
    - Una (v mestu Jasenovac)
    - Lonja-Trebež-Veliki Strug (blizu mest Lipovljani, Trebež, Veliki Strug)
      - Ilova (blizu mesta Lipovljani)
        - Toplica (v mestu Garešnica)

      - Pakra (blizu Lipovljanov)
      - Česma (blizu mesta Novoselec)

    - Sunja (v Puska, blizu Novska)
    - Kolpa/Kupa (v mestu Sisak)
      - Odra (blizu mesta Sisak)
      - Glina (blizu mesta Glina)
      - Korana (v mestu Karlovec)
      - Dobra (blizu Karlovca)
      - Lahinja (blizu naselja Primostek)

    - Sotla/Sutla (v Brdovec blizu Zaprešica)
    - Krka (pri mestu Brežice)
    - Savinja (pri mestu Zidani most)

#### Ukrajina,Romunija,Slovaška,Madžarska,Srbija
- Donava
  - Tisa/Tisza/Theiß (blizu mesta Titel) Tisa v mestu Szeged, Madžarska
    - Mureș/Maros (v mestu Szeged) - Madžarska, Romunija
      - Târnava/Küküllo (blizu mesta Teius)
      - Aries/Aranyos (blizu mesta Ludus)

    - Körös/Criș/Kriš (blizu mesta Csongrád)
      - Crișul Repede/Sebes-Körös (blizu mesta Gyoma)
      - Crișul Alb/Fehér-Körös (blizu mesta Gyula)
      - Crișul Negru/Fekete-Körös (blizu mesta Gyula)

    - Zagyva (v mestu Szolnok)
    - Sajó/Slaná (v Tiszaújváros)
      - Hornád/Hernád (blizu mesta Miskolc)

    - Bodrog (v mestu Tokaj)
      - Ondava (blizu mesta Cejkov)
      - Latorica/Liatorytsia (blizu mesta Cejkov)

    - Crasna/Kraszna (v mestu Vásárosnamény)
    - Somes/Szamos (blizu mesta Vásárosnamény)
      - Somesul Mic (v mestu Dej)
      - Somesul Mare (v mestu Dej)

#### Avstrija,Slovenija,Hrvaška
- Donava
  - Drava/Drau (pri mestu Osijek) Drava v Mariboru
    - Vučica (reka) (blizu mesta Petrijevci)
    - Karašica (blizu mesta Belišce)
    - Komarnica (reka) (blizu mesta Novo Virje)
      - Koprivnica - kanal reke Bistra (blizu mesta Hlebine)
      - Civicevac - Rogstrug - kanal reke Matocina (blizu mesta Molve)

    - Mura/Mur (blizu mesta Legrad) - Avstrija, Slovenija, Hrvaška
      - Mürz (v mestu Bruck an der Mur)

    - Bednja (reka) (blizu mesta Mali Bukovec)
    - Plitvica (blizu mesta Veliki Bukovec)
    - Gurk/Krka (blizu mesta Völkermarkt)
    - Zilja (nemško Gail) (v mestu Beljak)

  - Sió (blizu mesta Szekszárd)
    - Blatno jezero (madžarsko Balaton, nemško Plattensee) (v mestu Siófok)
      - Zala (blizu mesta Keszthely)

  - Ipel (v mestu Szob)
  - Hron (blizu mesta Esztergom)
  - Váh (v mestu Komárno)
    - Nitra (reka) (blizu mesta Komárno)
    - Malý Dunaj/Kis-Duna (v mestu Kolárovo)
      - rečni rokav reke Donave(v mestu Bratislava)

    - Orava (v mestu Kralovany)

  - Raba/Raab/Rába (blizu mesta Győr) - Avstrija, Madžarska
  - Leitha/Lajta (blizu mesta Mosonmagyaróvár) - Avstrija, Madžarska
  - Morava (v mestu Bratislava-Devin)
    - Thaya/Dyje (blizu mesta Hohenau)
    - Becva (blizu mesta Prerov)

  - Wien (v mestu Dunaj)
  - Kamp (v mestu Grafenwörth)
  - Ybbs (v mestu Ybbs an der Donau)
  - Aniža (nemško Enns) (v mestu Enns)
  - Traun (v mestu Linz)
  - Inn (v mestu Passau) - Švica, Avstrija, Nemčija
    - Rott (v mestu Schärding)
    - Salzach (v mestu Haiming)
    - Ziller (v mestu Münster)

  - Vils (v mestu Vilshofen)
  - Isar (blizu mesta Deggendorf) Isar blizu Münchna
    - Ammer/Amper (blizu mesta Moosburg)
    - Loisach

  - Große Laaber (blizu mesta Straubing)
  - Regen (v mestu Regensburg)
  - Naab (blizu mesta Regensburg)
    - Vils (v mestu Kallmünz)

  - Altmühl (v mestu Kelheim)
  - Abens (blizu mesta Neustadt)
  - Paar (blizu mesta Vohburg)
  - Lech (blizu mesta Donauwörth)
    - Wertach (v mestu Augsburg)

  - Wörnitz (v mestu Donauwörth)
  - Iller (v mestu Ulm)

### Ukrajina
- Dnester/Dnister/Nistru (blizu mesta Bilhorod-Dnistrovski) - Ukrajina, Moldavija, Transnistrija
  - Zbruč (blizu mesta Khotyn)
  - Tysmenytsia
    - Seret (blizu mesta Zalischyky)

  - Bystrytsia (blizu mesta Ivano-Frankivsk)
- Pivdennyi Buh (blizu mesta Mykolajiv)
  - Inhul (v mestu Mykolayjiv)
- Dneper/Dnepr/Dniapro/Dnipro) (blizu mesta Herson) - Rusija, Belorusija, Ukrajina
  - Inhulec/Inchulec (blizu mesta Kropivnicki)
  - Bazavluk (blizu mesta Pokrov)
  - Bilozerka (blizu mesta Nikopol)
  - Konka (blizu mesta Zaporižža)
  - Samara (blizu mesta Dnipro)
  - Vorskla (blizu mesta Verkhn'odniprovs'k)
  - Ps'ol/Psel/Pslo (v mestu Kremenčuk)
  - Sula (blizu mesta Kremenčuk)
  - Supiy (blizu Čerkasi)
  - Tiasmyn (blizu Čihirin)
  - Ros (blizu mesta Kaniv)
  - Trubiž (v mestu Perejaslav)
  - Stuhna (blizu mesta Kijev)
  - Desna (v mestu Kijev)
    - Oster (blizu mesta Oster)
    - Sejm (v mestu Sosnicja)
    - Sudost (severno od Novhorod-Siverskyj)

  - Irpin (blizu mesta Kijev)
  - Teteriv (blizu mesta Černobil)
  - Pripjat/Pripyat (blizu mesta Černobil)
    - Horyn/Horyn (Ukrajina)
      - Sluč (blizu mesta Novohrad-Volinski)

  - Sož (v Loev/Loeu, Belorusija)
  - Berezina (blizu mesta Rečyca, Belorusija)
  - Druc (v mestu Rogačev, Belorusija)
- Salgir/Salgyr (v jezero Syvaš, severovzhodni Krim)

### Rusija
- Mius (v Azovsko morje blizu mesta Taganrog) - Rusija, Ukrajina
- Don (v Azovsko morje blizu mesta Azov)
  - Manič (vzhodno od mesta Rostov na Donu)
  - Sal (v mestu Semikarakorsk)
  - Donec (blizu mesta Semikarakorsk) - Rusija, Ukrajina
  - Voronež (blizu mesta Voronež)
- Kuban (v Azovsko morje blizu mesta Temrjuk)
  - Laba (v mestu Ust-Labinsk)

## Kaspijsko jezero
Reke v tem poglavju so razvrščene od zahoda proti severovzhodu.

### Rusija
- Terek (blizu mesta Kizljar)
- Volga (blizu mesta Astrahan)
  - Samara (v mestu Samara)
  - Kama (južno od mesta Kazan)
    - Vjatka (blizu mesta Nižnekamsk)
    - Belaja (blizu mesta Neftekamsk)
      - Ufa (v mestu Ufa)

    - Čusovaja (blizu mesta Perm)
      - Silva (blizu mesta Perm)

    - Jegošiha (v mestu Perm)
    - Muljanka (v mestu Perm)
    - Višera (blizu mesta Solikamsk)

  - Kazanka (v mestu Kazan)
  - Svijaga (zahodno od mesta Kazan)
  - Vetluga (blizu mesta Kozmodemjansk)
  - Sura (v mestu Vasilsursk)
  - Kerženec (blizu mesta Liskovo)
  - Oka (v mestu Nižni Novgorod)
    - Kljazma (v mestu Gorbatov)
    - Mokša (blizu mesta Yelatma)
    - Pra (blizu mesta Kasimov)
    - Moskva (v mestu Kolomna)
      - Pahra (blizu Moskve)
      - Istra (blizu Moskve)

    - Upa (blizu mesta Suvorov)

  - Unža (blizu mesta Jurevec)
  - Kostroma (v mestu Kostroma)
  - Kotoroselj (v mestu Jaroslavelj)
  - Šeksna (blizu mesta Ribinsk)
  - Mologa (blizu mesta Ribinsk)

### Kazahstan
- Ural/Oral (v mestu Atyrau)

## Rokavski preliv

### Severna obala
Reke v tem poglavju so razvrščene od zahoda (Lizard Point) do vzhoda (Ramsgate).
Anglija:
- Tamar (blizu mesta Plymouth)
- Dart (v mestu Dartmouth) Dart pri kraju Totnes
- Teign (v mestu Teignmouth)
- Exe (v mestu Exmouth)
- Frome (blizu Bournemouth)
- Stour (v mestu Christchurch)
- Avon (v mestu Christchurch)
- Test (blizu mesta Southampton)
- Arun (v mestu Littlehampton)
- Adur (v mestu Shoreham-by-Sea)
- Ouse, Sussex (v mestu Newhaven)
- Rother (v mestu Rye)
- Stour (blizu mesta Ramsgate)

### Južna obala
Reke v tem poglavju so razvrščene od vzhoda (Calais) proti zahodu (Brest).
Francija:
- Authie (blizu mesta Berck)
- Soma/Somme (blizu mesta Abbeville)
- Sena/Seine (v mestu Le Havre) Sena v Parizu
  - Risle (v mestu Berville-sur-Mer)
  - Eure (v mestu Pont-de-l'Archeju)
    - Iton (blizu mesta Louviers)

  - Epte (blizu mesta Vernon)
  - Oise (v mestu Conflans-Sainte-Honorine, zahodno od Pariza)
    - Aisne (v mestu Compiègne)

  - Marna/Marne (v mestu Ivry-sur-Seine, jugovzhodno od Pariza)
    - Grand Morin (blizu mesta Meaux)

  - Loing (blizu mesta Moret-sur-Loing)
  - Yonne (v mestu Montereau-Fault-Yonne)
    - Armançon (v mestu Migennes)
    - Cure (blizu mesta Vermenton)

  - Aube (blizu mesta Romilly-sur-Seine)
- Touques (v mestu Deauville)
- Dives (v mestu Cabourg)
- Orne (v mestu Ouistreham)
- Vire (v mestu Isigny-sur-Mer)
- Rance (v mestu Saint-Malo)

## Irsko morje
Reke v tem poglavju so razvrščene v smeri urinega kazalca, z začetkom pri (Mull of Kintyre).
Škotska:
- Clyde (blizu mesta Glasgow) Clyde pri Glasgowu
- Dee (Galloway) (v mestu Kirkcudbright)

Anglija:
- Eden (blizu mesta Carlisle)
- Ribble (v mestu Lytham St Annes)
- Mersey (blizu mesta Liverpool)

Wales:
- Dee (Wales) (v mestu Flint)

Irska:
- Slaney (v mestu Wexford)
- Avoca (v mestu Arklow)
- Liffey (v mestu Dublin)
- Boyne (v mestu Drogheda)

## Sredozemsko morje

### Zahodno Sredozemlje
To poglavje vključuje Ligursko morje in Tirensko morje. Reke so razvrščene od zahoda (Tarifa) proti vzhodu (Reggio di Calabria).
Španija:
- Segura (v mestu Guardamar del Segura) Izliv Segure pri Guardamar del Segura 
  - Guadalentin (blizu mesta Murcia)
  - Mula (v mestu Molina de Segura)
  - Benamor (v mestu Calasparra)
  - Mundo (blizu mesta Hellín)
- Júcar/Xúquer (v mestu Cullera)
- Turia (v mestu Valencia)
- Ebro/Ebre (blizu mesta Tortosa)
  - Segre (v mestu Mequinenza)
    - Cinca (blizu mesta Mequinenza)
    - Noguera Ribargorzana (blizu mesta Lleida)
    - Noguera Pallaresa (blizu mesta Balaguer)
    - Valira (v mestu La Seu d'Urgell)

  - Aragón (blizu mesta Tudela)
- Francolí (blizu mesta Tarragona)
- Gaià (blizu mesta Tarragona)
- Foix (blizu mesta Vilanova i la Geltrú)
- Llobregat (med Barcelono in mestom El Prat de Llobregat)
- Besòs (pri mestu Sant Adrià del Besòs)
- Tordera (v mestu Blanes)
- Ter (v mestu l'Estartit)
- Fluvià (blizu mesta l'Escala)

Francija:
- Têt (blizu mesta Perpignan)
- Aude (blizu mesta Narbonne)
- Orb (v mestu Valras-Plage)
- Hérault (blizu mesta Agde)
- Rona/Rhône/Rôno/Rhone (v Port-Saint-Louis-du-Rhône) - Švica, Francija Rona pri Beaucaire
  - Gardon (v mestu Beaucaire)
  - Durance (v mestu Avignon)
    - Verdon (v mestu Saint-Paul-lès-Durance)

  - Ardèche (v mestu Pont-Saint-Esprit)
  - Drôme (v Loriol-sur-Drôme)
  - Isère (blizu mesta Valence)
    - Drac (v mestu Grenoble)
    - Arc (blizu Albertville)

  - Saona/Saône (v Lyonu)
    - Doubs (pri Verdun-sur-le-Doubs)
      - Loue (blizu mesta Dole)

    - Ognon (v mestu Pontailler-sur-Saône)

  - Ain (blizu mesta Pont-de-Chéruy)
  - Arve (v mestu Geneva)
- Argens (v mestu Fréjus)
- Var (blizu mesta Nica)

Italija:
- Arno (blizu mesta Pisa) Reka Arno skozi Firence
- Ombrone (blizu mesta Grosseto)
- Tibera/Tevere (v mestu Ostia)
  - Aniene (v mestu Rim)
  - Nera (blizu mesta Orte)
- Volturno (v mestu Castel Volturno)

### Jadransko morje
Reke v tem poglavju so razvrščene v smeri urinega kazalca, od mesta Otranto, južna Italija, do mesta Vlorë v južni Albaniji.
Italija:
- Ofanto (blizu mesta Barletta)
- Trigno (blizu mesta Vasto)
- Sangro (blizu mesta Ortona)
- Tronto (blizu mesta San Benedetto del Tronto)
- Metauro (v mestu Fano)
- Reno (blizu mesta Comacchio)
- Pad/Po (več rečnih rokavov blizu mesta Porto Tolle) Obrežje Pada v Torinu 
  - Panaro (blizu mesta Ferrara)
  - Secchia (blizu mesta Mantova)
  - Mincio (blizu Mantove)
  - Oglio (blizu Mantove)
    - Chiese (blizu mesta Asola)

  - Taro (severno od mesta Parma)
  - Adda (v mestu mestu Cremona)
  - Trebbia (v mestu Piacenza)
  - Ticino (v mestu mestu Pavia)
  - Tanaro (blizu mesta Alessandria)
    - Stura di Demonte (blizu mesta Bra)

  - Sesia (blizu mesta Casale Monferrato)
  - Dora Baltea (v mestu Crescentino)
  - Orco (v mestu Chivasso)
  - Dora Riparia (v mestu Torino)
- Adiža/Adige (južno od mesta Chioggia)
  - Isarco/Eisack (blizu mesta Bolzano)
- Bacchiglione (blizu Chioggia)
- Brenta (blizu Chioggia)
- Piava/Piave (severovzhodno od mesta Benetke)
- Soča/Isonzo (blizu mesta Tržič/Monfalcone v Italiji) - Slovenija, Italija
- Timav/Timavo (Štivan/San Giovanni di Duino v Italiji)

Slovenija:
- Rižana (blizu mesta Koper)
- Dragonja (v naselju Sečovlje)

Hrvaška: 
- Zrmanja (blizu mesta Obrovac)
- Krka (blizu mesta Šibenik)
  - Čikola (blizu mesta Skradin)
- Cetina (v mestu Omiš)
- Neretva (blizu mesta Ploče) - Bosna in Hercegovina, Hrvaška
  - Rama
  - Krupa

Črna gora:
- Bojana (blizu mesta Ulcinj) - Albanija, Črna gora
  - Skadrsko jezero
    - Morača (v Skadrsko jezero)
      - Zeta (blizu mesta Podgorica)

Albanija:
- Drim (v mestu Lezhë)
  - Beli Drim (v mestu Kukës)
  - Črni Drim (v Kukës)
- Mat (blizu mesta Laç)
- Shkumbin (blizu mesta Lushnjë)
- Seman (blizu mesta Fier)
  - Devoll (blizu mesta Kuçovë)
- Vjosë/Aoos (blizu mesta Vlorë) - Grčija, Albanija

### Jonsko morje
Zahodna obala
Reke v tem poglavju so razvrščene od jugozahoda proti severovzhodu, od Reggio Calabria do mesta Otranto.
Italija:
- Sinni (blizu mesta Policoro)
- Agri (v Policoro)
- Basento (v mestu Metaponto)

Vzhodna obala
Reke v tem poglavju so razvrščene od severozahoda proti jugovzhodu od mesta Vlorë do Rta Malea.
Grčija: 
- Achelóos (blizu mesta Aitoliko)
- Pineiós (blizu mesta Gastouni)
- Alfeiós (blizu mesta Pyrgos)

### Egejsko morje
Reke v tem poglavju so razvrščene od zahoda (Rt Malea) proti vzhodu (Istanbul).
Grčija:
- Spercheiós (blizu mesta Lamia)
- Pineiós (blizu mesta Larissa)
- Aliákmon (blizu mesta Solun)
- Vardar (blizu mesta Solun) - Makedonija, Grčija
- Struma (v mestu Amphipolis) - Bolgarija, Grčija
- Mesta (reka) (blizu mesta Thasos)

Turčija: 
- Marica/Hebrus/Évros/Meriç (blizu mesta Alexandroupolis) - Bolgarija, Turčija, Grčija
  - Tundzha (v mestu Edirne)
  - Arda (blizu mesta Edirne)

## Severno morje
Reke v tem poglavju so razvrščene v smeri urinega kazalca ob obali Severnega morja, z začetkom pri mestu Bergen (Norveška).

### Norveška
- Glomma (pri mestu Fredrikstad)
- Numedalslågen (v mestu Larvik)
- Hallingdalselva/Hellingdalelvi (skozi Hallingdal v jezero Krøderen, Buskerud)
- Begna (v mestu Buskerud)
- Dramselva (v mestu Drammen)
- Skien (v jezero Møsvatn/Møsvann)
- Tinn (v jezero Møsvatn/Møsvann)
- Nidelva (v mestu Arendal)
- Otra (v mestu Kristiansand)

### Švedska
- Göta älv/Göta (v mestu Göthenburg) - Norveška, Švedska Göta älv v Trollhättanu, Švedska
  - Jezero Vänern
    - Klarälven/Trysilelva (blizu mesta Karlstad)) - Norveška, Švedska
- Ätran (v mestu Falkenberg)
- Nissan (v mestu Halmstad)

### Danska
- Gudenå (blizu mesta Randers)
- Skjern Å (blizu mesta Skjern)

### Nemčija
- Eider (v mestu Tönning)
- Laba/Elbe/Labe (blizu mesta Cuxhaven) - Češka, Nemčija Laba v Dresdnu
  - Oste (blizu mesta Otterndorf)
  - Stör (blizu mesta Glückstadt)
  - Alster (v mestu Hamburg)
  - Ilmenau (blizu mesta Winsen)
  - Löcknitz (blizu mesta Dömitz)
    - Elde (blizu mesta Dömitz)

  - Aland (v mestu Schnackenburg)
  - Stepenitz (v mestu Wittenberge)
  - Havel (blizu mesta Havelberg)
    - Dosse (blizu mesta Kuhlhausen)
    - Rhin (blizu mesta Warnau)
    - Spree (v mestu Berlin-Spandau)

  - Tanger (blizu mesta Tangermünde)
  - Ohre (blizu mesta Burg)
  - Saale (v mesta Barby)
    - Bode (v mestu Nienburg)
    - Weiße Elster (blizu mesta Halle)
      - Pleisse (v mestu Leipzig)

    - Unstrut (blizu mesta Naumburg)
    - Ilm (v mestu Großheringen)

  - Mulde (v mestu Dessau)
    - Zwickauer Mulde (blizu mesta Colditz)
    - Freiberger Mulde (blizu mesta Colditz)

  - Schwarze Elster (blizu mesta Wittenberg)
  - Wesenitz (v mestu Pirna)
  - Bilina (v Ústí nad Labem)
  - Ohre (v mestu Litomerice)
  - Vltava (v mestu Melník)
    - Berounka (blizu mesta Praga)
    - Lužnice (v Týn nad Vltavou)

  - Jizera (blizu mesta Celákovice)
  - Cidlina (blizu mesta Podebrady)
- Weser (blizu mesta Bremerhaven) Weser blizu Bad Oeynhausena 
  - Hunte (v mestu Elsfleth)
  - Lesum (v mestu Bremen-Vegesack)
    - Hamme (v mestu Ritterhude)
    - Wümme (v mestu Ritterhude)

  - Aller (blizu mesta Verden)
    - Leine (blizu mesta Schwarmstedt)
    - Fuhse (v mestu Celle)
    - Oker (v mestu Müden

  - Werre (v mestu Bad Oeynhausen)
  - Diemel (v mestu Bad Karlshafen)
  - Fulda (v mestu Hannoversch Münden)
    - Eder (v mestu Edermünde)

  - Werra (v Hannoversch Münden)
- Ems (blizu mesta Delfzijl) - Nemčija, Nizozemska
  - Hase (v mestu Meppen)

### Nizozemska
- Zwarte Water (v IJsselmeer blizu mesta Genemuiden) - Nizozemska
  - Vecht/Vechte (blizu mesta Zwolle) - Nizozemska, Nemčija
    - Regge (blizu mesta Ommen)
    - Dinkel (v mestu Neuenhaus)
- IJssel (v IJsselmeer blizu mesta Kampen)
  - Berkel (v mestu Zutphen)
  - Oude IJssel/Issel (v mestu Doesburg) Nizozemska, Nemčija
  - rečni rokav reke Ren/Rhine/Rijn/Rhin/Rhein/Reno/Rein (blizu mesta Pannerden)

- Ren/Rhin(glavni rečni rokav pri mestu Hoek van Holland) - Švica, Liechtenstein, Avstrija, Nemčija, Francija, Belgija, Nizozemska
  - Linge (v mestu Gorinchem)
  - Lippe (v mestu Wesel)
  - Emscher (blizu mesta Dinslaken)
  - Ruhr (v mestu Duisburg)
    - Lenne (blizu mesta Hagen)

  - Düssel (v mestu Düsseldorf)
  - Erft (v mestu Neuss)
  - Wupper (v mestu Leverkusen)
  - Sieg (v mestu Bonn)
  - Ahr (blizu mesta Sinzig)
  - Wied (v mestu Neuwied)
  - Mozela/Mosel/Moselle (v mestu Koblenz) - Francija, Belgija, Luksemburg, Nemčija
    - Kyll (blizu nesta Trier)
    - Ruwer (blizu mesta Trier)
    - Saar (blizu mesta Konz)
      - Nied (blizu mesta Rehlingen-Siersburg)

    - Sauer (v mestu Wasserbillig)
      - Prüm (blizu mesta Echternach)
      - Our (v mestu Wallendorf) - Belgija, Luksemburg, Nemčija
      - Alzette (v mestu Ettelbrück)

    - Seille (v mestu Metz)
    - Meurthe (v mestu Frouard)
    - Madon (v mestu Neuves-Maisons)
    - Vologne (blizu mesta Éloyes)
    - Moselotte (v mestu Remiremont)

  - Lahn (v mestu Lahnstein)
    - Ohm (v mestu Cölbe)

  - Nahe (v mestu Bingen)
  - Majna/Main (v mestu Mainz) Prevoz tovora po reki Majni pri Franfurtu, Nemčija 
    - Nidda (v mestu Höchst )
    - Kinzig (v mestu Hanau am Main)
    - Tauber (v mestu Wertheim)
    - Fränkische Saale (v mestu Gemünden)
    - Regnitz (v mestu Bamberg)

  - Neckar (v mestu Mannheim)
    - Jagst (blizu mesta Bad Friedrichshall)
    - Kocher (v mestu Bad Friedrichshall)
    - Enz (v mestu Besigheim)
    - Fils (v mestu Plochingen)

  - Lauter (v mestu Lauterbourg)
  - Murg (blizu mesta Rastatt)
  - Ill (blizu Strasbourga)
  - Kinzig (blizu mesta Kehl)
  - Elz (blizu mesta Lahr)
  - Wiese (v mestu Basel)
  - Aare (v mestu Koblenz)
    - Limmat (v mestu Brugg)
    - Reuss (v mestu Brugg)
    - Emme (blizu mesta Solothurn)
    - Saane/Sarine (blizu mesta Bern)

  - Thur (blizu Schaffhausen)
  - Ill (blizu mesta Feldkirch)
  - Vorderrhein (blizu mesta Chur)
  - Hinterrhein (blizu mesta Chur)

- Meuse/Maas (glavni rečni rokav blizu mesta Hellevoetsluis) - Francija, Belgija, Nizozemska
  - Dieze (blizu mesta 's-Hertogenbosch)
    - Aa (v 's-Hertogenbosch)
    - Dommel (v mestu 's-Hertogenbosch)

  - Niers (v mestu Gennep)
  - Swalm (v mestu Swalmen)
  - Rur/Roer (v mestu Roermond)
  - Geul (blizu mesta Meerssen)
  - Jeker/Geer (v mestu Maastricht)
  - Ourthe (v mestu Liège)
    - Vesdre (blizu Liège)
    - Amblève (v mestu Comblain-au-Pont)

  - Sambre (v mestu Namur)
  - Lesse (v mestu Dinant-Anseremme)
  - Viroin (v mestu Vireux-Molhain)
  - Semois/Semoy (v mestu Monthermé)
  - Bar (blizu mesta Dom-le-Mesnil)
  - Chiers (v mestu Bazeilles) - Francija, Belgija, Luksemburg
- Šelda/Schelde/Escaut (blizu mesta Flushing) - Francija, Belgija, Nizozemska Šelda v Antwerpnu
  - Rupel (v mestu Rupelmonde)
    - Nete (v mestu Rumst)
    - Dijle (v mestu Rumst)

  - Durme (v mestu Temse)
  - Dender (v mestu Dendermonde)
  - Leie (v mestu Gent)
    - Deűle (v mestu Deűlémont)

  - Scarpe (Mortagne-du-Nord)
  - Haine (v mestu Condé-sur-l'Escaut)

### Belgija
- Yser/IJzer (v mestu Nieuwpoort) - Francija, Belgija

### Francija
- Aa (v mestu Gravelines)

### Anglija
- Temza/Thames (blizu Southend-on-Sea) Temza v Londonu 
  - Medway (reka), Medway (blizu mesta Sheerness)
- Great Ouse (v mestu King's Lynn)
- Nene (blizu mesta King's Lynn)
- Humber (blizu mesta Cleethorpes)
  - Trent (blizu mesta Scunthorpe)
  - Ouse (blizu mesta Scunthorpe)
    - Aire (v mestu Goole)
- Tees (blizu mesta Middlesbrough)
- Tyne (at South Shields)
  - North Tyne (v mestu Acomb)
  - South Tyne (v mestu Acomb)
- Tweed (v Berwick-upon-Tweed) - Škotska, Anglija

### Škotska
- Dee (v mestu Aberdeen)
- Don (v mestu Aberdeen)
- Esk (na jugu Škotske)
- Tyne (blizu mesta Dunbar)
- Tay (blizu mesta Dundee)
- Ythan (v mestu Newburgh, Aberdeenshire)
- Spey (blizu mesta Elgin)

### Druge celine
- Seznam rek v Aziji
- Seznam rek v Afriki
- Seznam rek v Ameriki
- Seznam rek v Avstraliji